# Велс (Аустрија)
Велс је важан град у Аустрији, смештен у северном делу државе. Велс је друго по величини и значају градско насеље у покрајини Горњој Аустрији, где чини засебан градски округ.

## Природне одлике
Велс се налази у северном делу Аустрије. Престоница државе, Беч, удаљена је око 230 км источно од града, а покрајинска, Линц, око 30 км источно.
Рељеф: Велс се сместио у пространој котлини средишње Горње Аустрије. Град је подједнако удаљен и од Дунава на северу и од Алпа на југу, око 20 км.
Клима: Клима у граду је умерено континентална са малим утицајем планинске климе због близине Алпа.
Воде: Велс лежи на речици Траун. Јужно од града смештено је неколико алпских језера.

## Историја
Већ у неолиту настају прва насеља на месту данашњег Велса. У римско доба овде је био изграђен град Овилава (пун назив: Colonia Aurelia Antoniana Ovilabis), један од најважнијих на подручју римске провинције Норик. Са пропадањем римског царства град замире, па се у средњем веку новонастало германско место није играло значајнију улогу. Ипак, 1222. године насеље добија градска права, али је у следећим вековима град Велс имао мали значај.
У Другом светском рату град је био познат по суседном конц-логору Маутхаузен. После рата Велс се веома брзо развијао и прешао је границу од 50.000 становника.

## Становништво
| 1981.  | 1991.  | 2001.  | 2011.  |
| ------ | ------ | ------ | ------ |
| 51.060 | 52.594 | 56.478 | 58.591 |

По процени из 2016. у граду је живело 60739 становника. Пре једног века град је имао 20.000 становника. У првој половини 20. века град је брзо растао, али је за разлику од већине других градова сличне величине наставио расти и последњих деценија. Тако је пре две деценије град имао 1/4 становника мање.

## Галерија
- Здање обласне управе
- Католичка црква Христовог срца
- Евангелистичка црква
- Стари водоторањ
- Панорама Велса

## Партнерски градови
- Варна
- Табор
- Штраубинг
- Баја Маре